# Cryptobiosella spinosa
Cryptobiosella spinosa là một loài Trichoptera trong họ Philopotamidae. Chúng phân bố ở miền Australasia.